# Mike Gin
Michael A. Gin là thị trưởng của Redondo Beach, California và là một ứng cử viên của đảng Cộng hòa trong bầu cử đặc biệt để chiếm ghế trong quận 36 của quốc hội California bị bỏ trống do sự từ chức của Jane Harman.

## Tuổi thơ
Gin được sinh ra ở vùng South Bay của Los Angeles, California với cha mẹ là người Mỹ gốc Hoa.

## Giáo dục
Gin có bằng Cử nhân Khoa học về khoa học máy tính của Đại học Nam California năm 1984.

## Sự nghiệp
Gin phục vụ trong Hội đồng Thành phố Redondo từ năm 1995 đến 2003. Vào tháng 5 năm 2005, ông được bầu làm thị trưởng của Redondo Beach sau khi nhận được 61% số phiếu trong bầu cử tranh cử với ủy viên hội đồng và đảng Cộng hòa Gerard Bisignano. Gin không gặp phải sự phản đối nào trong bầu cử lại thị trưởng vào tháng 3 năm 2009.
Vào ngày 1 tháng 3 năm 2011, Gin tuyên bố rằng ông sẽ là một ứng cử viên trong bầu cử đặc biệt để lấp đầy ghế trong quận 36 của quốc hội California bị bỏ trống do sự từ chức của Jane Harman. Ông đã hoàn thành thứ năm vào ngày 17 tháng 5 năm 2011, bầu cử sơ cấp.

## Đời tư
Gin và chồng, Christopher Kreidel, kết hôn ở California năm 2008.